# قدم (نجرة)

تعديل مصدري - تعديل

قدم هي إحدى قرى عزلة قدم بمديرية نجرة التابعة لمحافظة حجة، بلغ تعداد سكانها 3251 نسمة حسب تعداد اليمن لعام 2004.